# 参议院 (刚果民主共和国)
4°19′56″S 15°18′11″E / 4.3322°S 15.3031°E
参议院是刚果民主共和国议会的上议院。 参议院于1960年成立，1967年废止，2003年重新设立。
1. ↑  . www.senat.cd.   [2022-04-04]. （原始内容存档于2021-05-09）.